# Maorische Sprache
Die maorische Sprache (Māori oder Te Reo Māori) ist die polynesische Sprache des indigenen Volks der Māori in Neuseeland und ist dort seit dem 1. August 1987 als Amtssprache anerkannt.
Die Sprache wurde 2006 in Neuseeland noch von rund 157.500 Menschen gesprochen, 131.600 davon maorischer Abstammung. Bei einem Bevölkerungsanteil von rund 565.300 Māori waren 2006 also nur noch 23,3 % der Māori in der Lage, die Sprache im täglichen Leben anzuwenden. Engere Verwandtschaft der Sprache besteht zum Cook Islands Māori und zum Tahitianischen.
Vor der Ankunft der Europäer war Māori eine schriftlose Sprache, heute wird sie in lateinischer Schrift geschrieben.

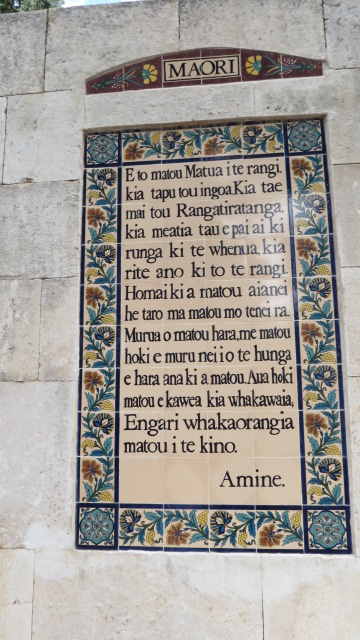
Das Vaterunser auf Maorisch in der Paternosterkirche zu Jerusalem

## Status
Māori zählt zu den bedrohten Sprachen. Dies ist vor allem auf den Kontakt der Bevölkerung mit den Europäern zurückzuführen: Nahmen die ersten Walfänger und Segler der umliegenden Inseln mit ihren eigenen Pidgin-Sprachen kaum Einfluss auf das Māori, so trafen 1800 Missionare aus dem europäischen Ausland ein. Sie hielten Māori erstmals, beispielsweise durch eine Bibelübersetzung, schriftlich fest und führten Schulen für die einheimische Bevölkerung ein.
Ab 1867 fand der dortige Unterricht nur auf Englisch statt, der Gebrauch der maorischen Sprache wurde bestraft und auch die Eltern sollten mit ihren Kindern zu Hause ausschließlich Englisch reden. Dies sowie die zunehmende Verstädterung der Māori, die modernen Massenmedien und die Bildung führten zu einer stetigen Abnahme der Sprecheranzahl von Māori: bereits 1978 gab es nur noch 70.000, die jedoch meist aus Älteren, über 45-Jährigen oder kleinen isolierten Gemeinden bestand. Heutzutage sind 90 % der Māoribevölkerung englischsprachig; vor allem die junge Generation ist des Māoris nicht mehr mächtig. Es wird nur bei rituellen Bräuchen oder in der Kirche verwendet.
Ende der 1980er, Anfang der 1990er Jahre erlebte die Sprache eine Renaissance, das Interesse in der Bevölkerung stieg an und es gab Bemühungen, sie zu retten. So wurde Māori in den Vorschulen eingeführt, es gibt zweisprachige Klassen, reine Māori-Grundschulen, Radio- und TV-Sendungen in Māori sowie Veröffentlichungen in der Sprache, die sich besonders an jüngere Leser und Lerner richten. 1987 wurde Māori eine offizielle Amtssprache Neuseelands sowie die Māori-Sprachkommission (Maori Te Taura Whiri i te Rēo Māori, englisch Maori Language Commission) gegründet.
Trotzdem bleibt Māori eine bedrohte Sprache. Nur ältere Sprecher können noch als Muttersprachler bezeichnet werden, die jüngeren Generationen sind Halbsprecher (semi-speaker) oder sprechen es als zweite Fremdsprache. Vieles in der heutigen Zeit kann auch nicht mehr in Māori ausgedrückt werden, so kommt es bei den Vokabeln, der Grammatik und der Intonation zu einem Mix aus Englisch und Māori.
In den letzten Jahren wurden etwa 20.000 neue Wörter geschaffen, um die Sprache an die Moderne anzupassen. Viele dieser Wörter sind Entlehnungen aus dem Englischen, wie maki für englisch monkey ‘Affe’, Anuru für den Vornamen Andrew oder auch Tiamana für englisch Germany ‘Deutschland’.
Verteilt über die vielen Regionen Neuseelands hatten sich Dialekte herausgebildet, doch sind deren Unterschiede heute eher in Details zu finden. Es gibt zum Teil phonologische und phonetische Varianten, die meisten sind jedoch lexikalisch. Heute finden sich Varianten der maorischen Sprache im Wesentlichen noch zwischen der Nord- und der Südinsel. So ist das nga der Nordinsel ein ka der Südinsel.
Am besten hat sich die Sprache unter den Angehörigen des Stammes der Ngāi Tūhoe im Osten der Nordinsel erhalten.
Die Standardsprache ist die der Bibelübersetzung, welche auf dem Dialekt in Nordneuseeland basiert, da dort die Missionare zuerst aktiv waren.

## Phonologie
Das Māori hat die ursprünglichen (ost-)polynesischen Laute am besten bewahrt.
In der Sprache liegt eine besondere Betonung auf den Vokalen, die ähnlich wie im Deutschen ausgesprochen werden. Die Anzahl der Konsonanten ist geringer, so gibt es kein s und kein d. In aller Regel folgt in jeder Silbe auf einen Konsonanten immer ein Vokal, oder die Silbe besteht nur aus einem Vokal. Nie finden sich zwei Konsonanten in direkter Folge. (Das wh bildet nur in der Schrift eine Ausnahme, es wird sehr ähnlich einem deutschen f gesprochen, als manchmal so genannter „Suppenblaslaut“, also bilabial. Ebenso ist das ng ein einziger Konsonant und wird ebenfalls wie im Deutschen, also wie in singen ausgesprochen. S.a. Silbenstruktur, Wortbetonung und Orthographie)

### Vokale
Das Māori hat die fünf Vokale a, e, i, o und u. Die Kombination von gleichen Vokalen ergibt einen Langvokal, die Kombination von Vokalen in nebeneinander liegenden Positionen einen Diphthong. Bei Letzterem herrschen jedoch Unterschiede von Sprecher zu Sprecher, ob die beiden Vokale wirklich einen Diphthong bilden oder der zweite Vokal als voller ausgesprochen wird (zum Beispiel au als /au̯/ oder /a.u/).

### Konsonanten
Im Māori gibt es zehn Konsonanten: Die Plosive p, t und k, die Nasale m, n und ŋ, den Approximanten w, den Flap ɾ und die Frikative h und f. Letzterer wird im modernen Māori auch als solches gesprochen, in Nordneuseeland jedoch oft als sogenannter Thorn-Laut, vergleichbar mit dem englischen th. Das r ist nicht gerollt und entspricht am ehesten einem sehr schnell geschlagenen d.

## Silbenstruktur, Wortbetonung und Orthographie
Die allgemeine Silbenstruktur ist (C )V(V(V)). Da es keine finalen oder zusammenhängenden Konsonanten gibt, führt dies, wie oben schon erwähnt, zu phonologischen Adaptionen bei Lehnwörtern aus dem Englischen: aihi kiriimi = ice cream.
Bis auf einzelne Partikelwörter sind alle Wörter im Māori mindestens zweimorig (eine More besteht aus (C )V, wobei V ein Kurzvokal ist). Die Betonung findet auf der ersten More statt außer bei einem Langvokal (kaumáatua, tutúu) oder bei nichtfinalem Diphthong (fakáeke; aber: márae).
Das Māori-Alphabet verwendet lateinische Buchstaben und lautet a, e, h, i, k, m, n, ng, o, p, r, t, u, w, wh, wobei ng und wh Digraphe für [⁠ŋ⁠] beziehungsweise [⁠ɸ⁠] sind. Das Makron für Langvokale ā, ū, ō, ē, ī ist normalerweise orthographischer Standard, allerdings benutzen manche Schreiber Doppelvokale und in einigen, besonders älteren Texten ist gar keine Längenkennzeichnung vorhanden: whānau, whaanau, whanau „Familie“.
Das Wort Māori selbst wird mit Betonung auf dem a ausgesprochen, das o wird sehr kurz und manchmal kaum mehr hörbar gesprochen. Um dies zu verdeutlichen, hat sich die Schreibweise „Māori“, also mit Makron über dem a etabliert. Das r ist ein einzelner Schlag mit der Zungenspitze, ähnlich einem sehr schnellen d.

## Syntax

### Satzbau
Das Māori gehört zu den Verb-Subjekt-Objekt-Sprachen (VSO), d. h. das Verb bzw. Prädikat steht am Satzanfang, gefolgt vom Subjekt und dem Objekt. Diese eher seltene Wortreihenfolge findet sich z. B. auch im Arabischen oder den keltischen Sprachen. Das Subjekt kann entfallen, wenn es vom Kontext her klar ist.
Māori ist eine Akkusativsprache.
Wie auch in anderen polynesischen Sprachen ist eher die Phrase als das einzelne Wort die Basiseinheit des Māori-Satzbaus. Die Satzteile werden in drei Kategorien eingeteilt: die Nominalphrase NP, die Präpositionalphrase PP und die Verbalphrase VP. Phrasen im Māori bestehen aus einem Nukleus und zwei Peripherien, eine vorstehend VrP und eine nachstehend NaP. Im folgenden Beispiel sind alle drei genannten Phrasen vorhanden:
E haere mai ana te ope rā ki te marae.
„Die Gruppe von Gästen kommt zum Marae.“
(([E]VrP [haere]NUKLEUS [mai ana]NaP))VP (([te]VrP [ope]NUKLEUS [rā]NaP))NP
(([ki te]VrP [marae]NUKLEUS [Ø]NaP))PP
Der Nukleus kann auch aus mehreren Basen bestehen, wobei die erste der „Kopf“ ist und die anderen die jeweils vorhergehende modifiziert.
(he) pukapuka reo Māori (Ø) – (VrP) Buch Sprache Māori (NaP)
„ein Māori-Sprachbuch“

### Partikel, Präpositionen und Determinatoren
Die oben genannten vor- und nachstehende Peripherien bestehen aus Partikeln, welche der jeweiligen Phrase zugeordnet sind sowie bestimmte Bedeutungen haben und einen wichtigen Bestandteil des Māori ausmachen.

#### Nachstehende Partikel
Es gibt nur wenige nachfolgende Partikel mit folgender Bedeutung:
| Art und Weise            | Richtung               | Ort          |              |             |                  |
| ------------------------ | ---------------------- | ------------ | ------------ | ----------- | ---------------- |
| tonu „noch“              | mai „zum Sprecher hin“ | nei „hier“   | anō „wieder“ | hoki „auch“ | pea „vielleicht“ |
| rawa „sehr“              | ake „aufwärts“         | nā „bei dir“ |              |             |                  |
| noa „ohne Einschränkung“ | atu „vom Sprecher weg“ | rā „dort“    |              |             |                  |
| kē „anders“              | iho „abwärts“          | ai           |              |             |                  |
| kau „allein“             |                        | ana          |              |             |                  |

Normalerweise steht immer nur ein Partikel in einer Phrase; treten jedoch mehrere auf, dann erscheinen sie in der obigen Reihenfolge.
(([E]VrP [haere]NUKLEUS [tonu mai nei pea]NaP))PHRASE
„kommt noch hierher vielleicht“

#### Vorstehende Partikel
Die weitaus größere Menge der vorstehenden Partikel richtet sich nach den drei Phrasenkategorien. Dabei werden nur die am häufigsten in Erscheinung tretenden genannt.
Verbale Phrase
Die Partikel haben hier temporale, aspektuale (= subjektive Auffassung des Sprechers) und modale Bedeutungen.
- ka: zeigt lediglich an, dass es sich um eine VP handelt; meist Gegenwart
- i: zeigt strikt die Vergangenheit an
- kua: zeigt das Perfekt an, d. h. das Ergebnis/Abgeschlossenheit einer Handlung; auch in irrealen Konditionalsätzen
- kia: a) Imperativ von Adjektiven, Stativverben und Erlebnisverben

b) Zukunft
c) zusammen mit dem nachstehenden ai
d) Komplement von Verben des Wünschens, Forderns, Bittens
- e…ana: zeigt die Verlaufsform einer Handlung in jeder Zeitform an
- me: „schwacher Imperativ“ (solltest, müsstest, hättest)
- kei te / i te: ebenfalls Verlaufsform in Vergangenheit und Gegenwart
- e/Ø: Imperativ von transitiven und intransitiven Verben, Ø wird bei nachfolgenden Partikeln oder mehr als zweimorigen Verben verwendet
- ai: als vorstehender Partikel markiert es im modernen Māori ebenfalls eine VP, zum Beispiel, wenn eine regelmäßige Handlung dargestellt wird

Nominale Phrase
Hier fungieren die Partikel als Determinatoren des Kerns der Phrase.
- Artikel mit Präfix t- für Singular / Ø für Plural
  - Te/ngā: als bestimmter Artikel entspr. Singular/Plural
  - he: unbestimmter Artikel
  - tētahi/ētahi, auch: ngātahi: unbestimmt, spezifizierend, etwas bestimmtes, der eine / der andere
  - taua/aua: hinweisend auf vorangegangenen Referenten.
  - a: persönlicher Artikel für Eigennamen, Pronomen und manchmal Ortsnamen
- Demonstrativ

Es werden drei „Orte“ im Māori unterschieden: „nahe dem Sprecher“, „nahe dem Hörer“ und „abseits von beiden“ (siehe auch Nachstehende Partikel)
- - örtliche Nomen: konei „hier“, konā „da bei dir“, korā „dort drüben“
  - Adjektive: pēnei „wie das (hier)“, pēnā „wie das von dir“, pērā „wie das dort drüben“
  - tēnei/ēnei „das/diese“, tēnā/ēnā „das/diese bei dir“, tērā/ērā „das/diese dort drüben“
- Possessiv

Die Basisformel für besitzanzeigende Determinatoren ist t-/Ø für SG/PL Besitztum + ā/ō + Besitzer + Besitztum
Ø – ō – ku hoa „meine Freunde“
t – ā – māua tamaiti „unser Kind“
- Frage
  - tēhea/ēhea: „welch“ SG/PL

Präpositionale Phrase
- i: für direktes Objekt, Grund, Agens nach Stativverben, Ortsangabe, Zeitangabe unter anderem
- ki: im Sinne von „nach“ bei Bewegung zu einem Ort, indirektem Objekt, Zeitbegrenzung; Instrumental, Objekt bei Erlebnisverben
- e: Markierung für das Agens bei Passivkonstruktionen
- me: „mit“ bei begleitenden NPs oder Marker von „Begleitumständen“

zum Beispiel I tae atu ratōu ki reira me Ø – ā rātou pū.
„Sie kamen mit ihren Waffen an.“
Kaua e kōrero me t-ō-u waha e kī ana.
„Sprich nicht mit vollem Mund!“
- kei: Örtlichkeit ist nicht in der Vergangenheit
- ā: Zukunft

### Das Prädikat
Dadurch, dass wie oben erwähnt, alle Satzglieder Phrasen sind, kann auch das Prädikat die drei Kategorien von VP, NP und PP annehmen, welches durch die oben stehenden Partikel angezeigt wird.
Verbale Phrase
[E tangi ana] Präd:VP te tamaiti. [Kua mate] Präd:VP te koroua.
„Das Kind weint.“ „Der alte Mann ist gestorben.“
Nominale Phrase
- he + N = Subj. ist ein Nomen

[He kai-whaka-ako] Präd:NP [a Mere] SUBJEKT
„Mere ist Lehrer.“
- he + A = Subj. ist ein Adjektiv

[He reka] Pred:NP ēnei kai. (siehe 4.2.2 NP)
„Dieses Essen ist lecker.“
- he + N, Subj. ist besitzend = Besitzer hat ein Nomen

[He moni]Präd:NP ā-u? [He waka] Präd:NP t-ō Rei
„Hast du Geld?“ „Rei hat ein Auto.“
Präpositionale Phrase
Hier werden Partikel eingeführt, die oben noch nicht erwähnt wurden.
- ko leitet definite gleiche Prädikate ein

[Ko Rei] Präd:PP t-ō-ku ingoa.
„Mein Name ist Rei.“ (Rei = Name)
- nā/nō und mā/mō werden für den tatsächlichen oder voraussichtlichen Besitz benutzt

[Nā wai] Präd:PP tēnei pukapuka?
„Wessen Buch ist das?“ wörtl: Zu wer ist dieses Buch?
[Nō Hēmi] Präd:PP tērā whare.
„Dieses Haus ist Hēmis.“
[Mō rātou] Präd:PP tēnē waka.
„Dieses Auto dort ist für sie.“

### Fokus
Obwohl laut Satzstruktur das Prädikat immer an erster Stelle steht, können, außer Objekten(!), trotzdem auch andere Satzteile nach vorn gezogen werden. Auch hier spielen wieder kennzeichnende Partikel eine große Rolle.

#### Vorgezogenes Subjekt
Jede definite Subjekt – NP kann vorgezogen werden und wird dann mit ko eingeleitet.
E horoi ana a Mere i ngā rīhi > Ko Mere e horoi ana i ngā rīhi
„Mere wäscht das Geschirr.“
Durch das Vorrücken entstehen zwei Intonationen und zwei Lesarten:
Mere wäscht ab. = Betonung auf dem Verb
Mere wäscht ab. = Betonung auf dem Subjekt

#### Actor Emphatic
Die Bezeichnung für das vorgezogene Agens markiert mit nā (Vergangenheit) / mā (Zukunft) + VP markiert mit i (Vergangenheit) / e (Zukunft) + Patiens als Subjekt.
[Nā Pita]AGENS [ i whaka-reri ]VP [ngā kai].PATIENS (Vergangenheit)
„Es war Pita, die hat das Essen vorbereitet.“
[Mā Pita] [e whaka-reri] [ngā kai] (Zukunft)
„Es ist Pita, die das Essen machen wird.“

## Fragesätze
Fragen haben im Māori keine strukturelle Markierung wie Inversion oder Partikel. Direkte Ja/Nein-Fragen haben den gleichen Satzbau wie normale Aussagesätze mit steigender Intonation am Ende. Wenn bei diesen eine Zustimmungseinladung am Ende steht, folgt das allgemeine Kürzel nē oder nē rā am Ende:
He tangata hūmārie a Rāhera, nē rā?
„Rāhera ist eine nette, freundliche Person, nicht wahr?“
W-Fragen werden mit den dementsprechenden Fragewörtern gebildet, dabei hat jede Wortklasse ihr Fragewort und dieses folgt exakt der Syntax der jeweiligen Klasse:
| Fragewort | Bedeutung                            | Wortklasse     | Beispiel                                       |
| --------- | ------------------------------------ | -------------- | ---------------------------------------------- |
| aha       | „was“                                | Normales Nomen | ki te aha „wohin“                              |
| aha       | „was tun“                            | Verb           | kei te aha „was macht“                         |
| wai       | „wer“                                | Personalnomen  | ki a wai „zu wem“                              |
| hia       | „wie viele“                          | Numerale       | e hia ngā whare „wie viele Häuser sind dort“   |
| hea       | „welcher Ort, welche Zeit“ (Zukunft) | Lokalnomen     | i hea „wo, welcher Ort“ ā hea „wann“ (Zukunft) |
| nahea     | „welche Zeit“ (Vergangenheit)        | Lokalnomen     | nō nahea „wann“ (Vergangenheit)                |
| pēhea     | „wie ist es“                         | Adjektiv       | e pēhea ana „was für ein“                      |
| tēhea     | „welch“                              | Determinativ   | tēhea tangata „welche Person“                  |

Die Fragewörter werden direkt an die Stelle des Items gesetzt, welches erfragt wird. Bei Fokus ist das Fragewort in der ersten Phrase des Satzes. Wenn Konstituenten wie Objekte nicht vorgezogen werden können, nimmt das Fragewort dessen gewöhnliche Position im hinteren Satz ein.

## Reduplikation
Charakteristisch für die Sprache ist die Wiederholung von Buchstabenfolgen in Wörtern (wie zum Beispiel die Wiederholung des maki in makimaki, was Affe bedeutet).
Sie erfüllt im Māori verschiedene Zwecke und untergliedert sich wie folgt:
- Partielle Reduplikation: erste More patu – papatu
- Komplette Reduplikation: ganze Wurzel hoki – hokihoki

Bei dreimorigen oder längeren Wörtern ist erstere am produktivsten (takahi – takatakahi) jedoch findet auch eine Reduplikation der letzten beiden Moren inklusive einer Längung des ersten Vokals statt (haere – haerēre). Auch für die einzelnen Wortklassen hat die jeweilige Doppelung eine andere Funktion und oft einhergehende Wortbedeutungsveränderung.
- partielle Reduplikation von Adjektiven = Plural

pai „gut“ – papai „gut“ (Pluralnomen) = Intensität
- Farbadjektive = Abschwächung

whero „rot“ – whewhero „rötlich“
- partielle Reduplikation von Verben = reziproke Aktionen

tohe „streiten“ – totohe „miteinander streiten“
kimo „blinzeln“ – kikimo „die Augen fest geschlossen halten“
- komplette Reduplikation von Verben = Pluralität

kimo „blinzeln“ – kimokimo „permanent blinzeln“
- individuelle Aktion des Subjekts

hoki „zurückkehren“ – hokihoki „einzeln zurückkehren, jeder zu seinem Platz“
- individuelle Aktion des Objekts

kuru „werfen“ – kurukuru „mehrere Dinge überall verstreuen“

## Beispiele
Prominente Te Reo Māori-Begriffe und -Wendungen
- Aotearoa, Māori-Bezeichnung für Neuseeland
- Haka, traditioneller, ritueller Tanz der Māori
- Hei Matau, hochgradig stilisierter Angelhaken der Māori
- Hei Tiki, Ornament der Māori-Kultur

- Kea, Papageienart der Gattung Nestorpapageien
- Kiwi, Laufvogelgattung
- Mana, religiöse, polynesische Überzeugung einer transzendenten Kraft
- Moa, „Henne“, ausgestorbener Laufvogel
- Pākehā, Māori-Bezeichnung der ersten europäischen Siedler Neuseelands